# Halowe Mistrzostwa Europy w Lekkoatletyce 1979 – bieg na 60 m kobiet
Bieg na 60 metrów kobiet – jedna z konkurencji biegowych rozgrywanych podczas halowych lekkoatletycznych mistrzostw Europy w hali Ferry-Dusika-Hallenstadion w Wiedniu. Eliminacje, półfinały i bieg finałowy zostały rozegrane 25 lutego 1979. Zwyciężyła reprezentantka Niemieckiej Republiki Demokratycznej Marlies Göhr, która tym samym obroniła tytuł zdobyty na poprzednich mistrzostwach.

## Rezultaty

### Eliminacje
Rozegrano 4 biegi eliminacyjne, do których przystąpiło 19 biegaczek. Awans do półfinału dawało zajęcie jednego z pierwszych dwóch miejsc w swoim biegu (Q). Skład półfinałów miały uzupełnić cztery zawodniczki z najlepszym czasem wśród przegranych (q), jednak trzy biegaczki uzyskały dokładnie ten sam czas i zdecydowano się dopuścić do półfinałów łącznie 13 zawodniczek.
Opracowano na podstawie materiału źródłowego.
Bieg 1
| Miejsce | Zawodniczka    | Czas | Uwagi |
| ------- | -------------- | ---- | ----- |
| 1       | Marlies Göhr   | 7,32 | Q     |
| 2       | Michelle Walsh | 7,44 | Q     |
| 3       | Rita Meurer    | 7,53 |       |
| 4       | Els Vader      | 7,57 |       |

Bieg 2
| Miejsce | Zawodniczka       | Czas | Uwagi |
| ------- | ----------------- | ---- | ----- |
| 1       | Marita Koch       | 7,31 | Q     |
| 2       | Ludmiła Masłakowa | 7,34 | Q     |
| 3       | Annie Alizé       | 7,38 | q     |
| 4       | Helinä Laihorinne | 7,38 | q     |
| 5       | Dijana Sokač      | 7,68 |       |

Bieg 3
| Miejsce | Zawodniczka     | Czas | Uwagi |
| ------- | --------------- | ---- | ----- |
| 1       | Sofka Popowa    | 7,28 | Q     |
| 2       | Linda Haglund   | 7,32 | Q     |
| 3       | Wendy Clarke    | 7,35 | q     |
| 4       | Wiera Anisimowa | 7,36 | q     |
| 5       | Silvia Schinzel | 7,64 |       |

Bieg 4
| Miejsce | Zawodniczka        | Czas | Uwagi |
| ------- | ------------------ | ---- | ----- |
| 1       | Ludmiła Storożkowa | 7,27 | Q     |
| 2       | Grażyna Rabsztyn   | 7,38 | Q     |
| 3       | Elvira Possekel    | 7,38 | q     |
| 4       | Lea Alaerts        | 7,51 |       |
| 5       | Brigitte Haest     | 7,56 |       |

### Półfinały
Rozegrano 3 biegi półfinałowe, w których wystartowało 13 biegaczek. Awans do finału dawało zajęcie jednego z dwóch pierwszych miejsc w swoim biegu (Q).
Opracowano na podstawie materiału źródłowego.
Bieg 1
| Miejsce | Zawodniczka        | Czas | Uwagi |
| ------- | ------------------ | ---- | ----- |
| 1       | Marlies Göhr       | 7,19 | Q     |
| 2       | Ludmiła Storożkowa | 7,27 | Q     |
| 3       | Elvira Possekel    | 7,38 |       |
| 4       | Annie Alizé        | 7,44 |       |

Bieg 2
| Miejsce | Zawodniczka       | Czas | Uwagi |
| ------- | ----------------- | ---- | ----- |
| 1       | Sofka Popowa      | 7,26 | Q     |
| 2       | Wendy Clarke      | 7,28 | Q     |
| 3       | Helinä Laihorinne | 7,35 |       |
| 4       | Ludmiła Masłakowa | 7,52 |       |

Bieg 3
| Miejsce | Zawodniczka      | Czas | Uwagi |
| ------- | ---------------- | ---- | ----- |
| 1       | Marita Koch      | 7,23 | Q     |
| 2       | Linda Haglund    | 7,28 | Q     |
| 3       | Wiera Anisimowa  | 7,35 |       |
| 4       | Michelle Walsh   | 7,42 | NJR   |
| 5       | Grażyna Rabsztyn | 7,44 |       |

### Finał
Opracowano na podstawie materiału źródłowego.
| Miejsce | Zawodniczka        | Czas |
| ------- | ------------------ | ---- |
| 1       | Marlies Göhr       | 7,16 |
| 2       | Marita Koch        | 7,19 |
| 3       | Ludmiła Storożkowa | 7,22 |
| 4       | Wendy Clarke       | 7,26 |
| 5       | Linda Haglund      | 7,28 |
| 6       | Sofka Popowa       | 7,29 |